# Мусокотване, Кебби
Ке́бби Си́лио Камбулу Мусокотва́не (англ. Kebby Silio Kambulu Musokotwane; 5 мая 1946 — 11 февраля 1996, Лусака) — замбийский политический деятель, премьер-министр Замбии (1985—1989).

## Биография
Учился в Замбийском Университете (закончил в 1971).

В 1965—1973 — школьный учитель, преподаватель университета.

С 1973 — депутат Национального Собрания.

В 1977—1978 — министр водных и природных ресурсов.

В 1979 — министр молодёжи и спорта.

В 1979—1983 — министр финансов и технического сотрудничества.

В 1984 — председатель совета управляющих Африканского банка развития.

В 1983—1985 — министр общего образования и развития.
С апреля 1985 до марта 1989 — премьер-министр. В январе—мае 1987 одновременно министр финансов.

С апреля 1985 член ЦК Объединенной партии национальной независимости (ЮНИП). Один из ближайших соратников президента страны Кеннета Каунды, генеральный секретарь ЮНИП до 1992, затем председатель партии.
В марте—июле 1989 — министр образования, молодёжи и спорта.

С июля 1989 — Верховный комиссар Замбии в Канаде и на Кубе.

В 1993 признал, что радикальное крыло ЮНИП участвовало в заговоре с целью свержения правительства Фредерика Чилубы.
Был женат на Музиа Регина Булова (с 1967), имел четырёх сыновей и двух дочерей.

Посмертно награждён президентом Леви Мванаваса знаком «Великий Командор ордена Спутника Свободы» (Grand Commander of the Companion Order of Freedom).